# Światłoczuła
Światłoczuła – polski melodramat z 2025 roku w reżyserii Tadeusza Śliwy.

## Fabuła
Agata pracuje z nastoletnią młodzieżą w ośrodku wychowawczym, nurkuje na bezdechu, kocha życie i czerpie z niego pełnymi garściami. Jest niewidoma od dziecka. Robert jest uznanym fotografikiem. Choć ma wszystko – karierę, popularność, uznanie, to czuje jakby nie miał nic. Ich losy splatają się w nieoczekiwanym momencie – podczas sesji zdjęciowej. To spotkanie rozpoczyna inspirującą podróż ku poszukiwaniu akceptacji i odwadze bycia sobą. Agata uczy Roberta odbierać świat za pomocą wszystkich zmysłów. On uczy ją otwartości na to, co nowe, nieznane. Wspólnie zmierzą się z własnymi ograniczeniami, przeszłością i zawalczą o to, co w życiu najważniejsze – o miłość.

## Obsada
- Matylda Giegżno – Agata
- Ignacy Liss – Robert
- Bartłomiej Deklewa – Igor
- Aleksandra Pisula – Matylda
- Kamil Pudlik – Marek
- Ada Szczepanik  – Hanka
- Weronika Warchoł – Dominika
- Roman Frankl – profesor
- Magdalena Kumorek – matka Agaty
- Wojciech Leonowicz – ojciec Agaty